# Kepler-1625 b
Kepler-1625 b est une exoplanète orbitant autour de l'étoile Kepler-1625, située à environ 8 000 années-lumière de la Terre dans la constellation du Cygne.
C'est une géante gazeuse, une super-Jupiter qui fait entre 5,9 et 11,67 fois la taille de la Terre et plus de 3000 fois sa masse, soit près de 10 fois la masse de Jupiter. Ce qui la place juste en dessous de la limite de fusion du deutérium (qui se situe aux alentours de 13 masses joviennes) ; un peu plus massive de ce qu'elle est, Kepler-1625 b aurait été une naine brune. De par sa masse élevée et son rayon, cette planète a un très fort champ gravitationnel, avec une gravité de surface calculée de 22,08 fois celle de la Terre. Elle est aussi très dense avec une densité moyenne de 10,15 g/cm3.
Elle fait une révolution en 287,4 jours. Elle se déplace près, voire à l'intérieur de la zone habitable circumstellaire de l'étoile.

## Une candidate exolune

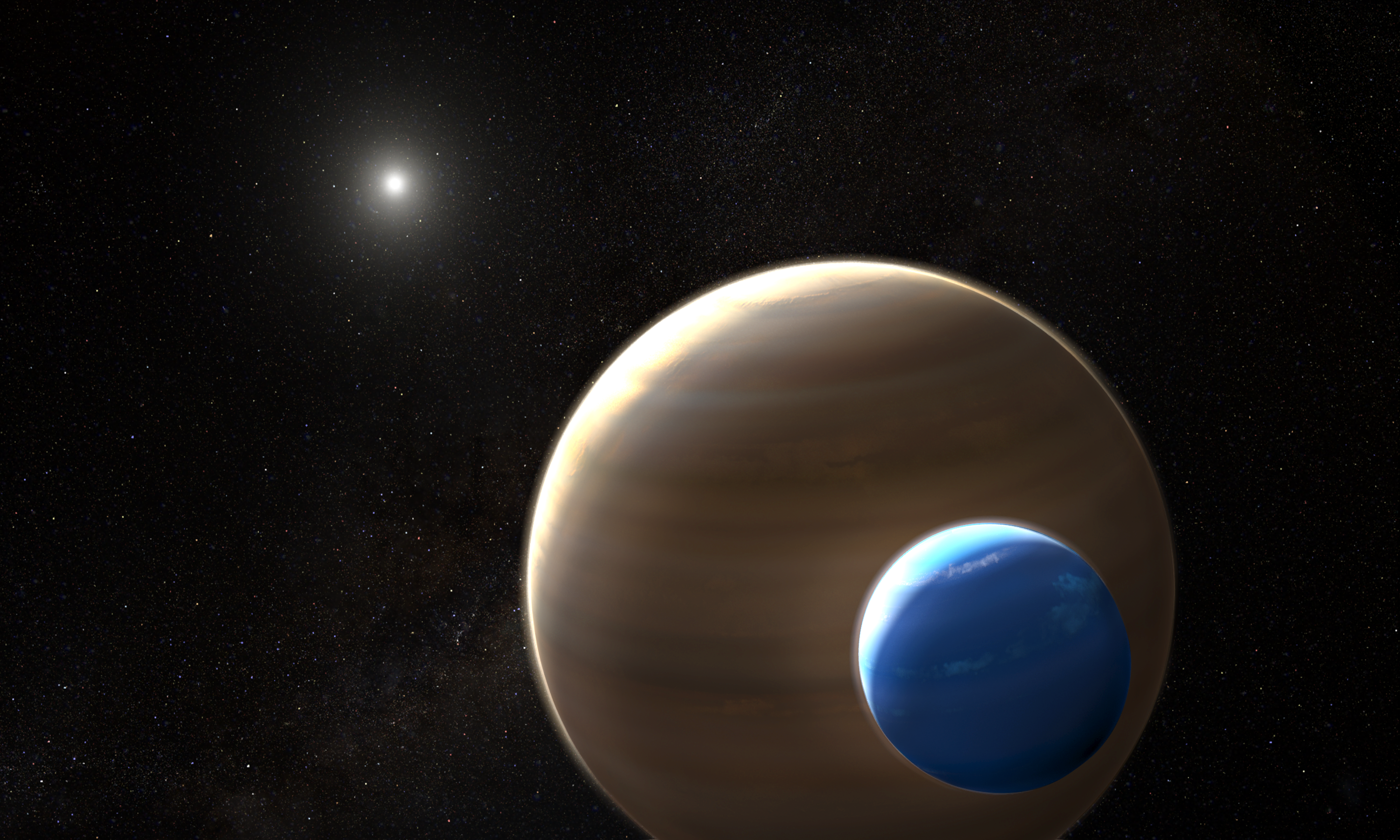
L'exolune Kepler-1625 b I en orbite autour de Kepler-1625 b (représentation d'artiste).

En 2017, des observations mettent en évidence la présence d'une lune extrasolaire d'une taille semblable à celle de Neptune orbitant à une distance de 0,0023 unités astronomiques autour de la planète,, soit 345 000 km, une distance semblable à celle qui sépare la Terre de la Lune.